# Przybysławice (gmina Kozłów)
Przybysławice – wieś w Polsce położona w województwie małopolskim, w powiecie miechowskim, w gminie Kozłów.

## Lokalna geografia
Wieś leży na południowym skraju gminy. Rozłożona u podnóża zalesionych, porozcinanych wąwozami wzgórz, które dominują nad doliną górnej Nidzicy.

## Historia
Wieś powstała w średniowieczu i od początku należała do dóbr książęcych a następnie królewskich. Potwierdza ten fakt Jan Długosz w Liber Beneficiorum (1470-80), który dalej pisze, iż we wsi jest folwark sołtysi, łany kmiece, role zagrodników i karczma. Dziesięcina snopowa i konopna oddawana była biskupom z kapituły krakowskiej.
Zgodnie z danymi rejestru poborowego z roku 1581 wieś należała do królewskiego starostwa w Żarnowcu, a we wsi było: 151 łanów kmiecych, 3 komorników bez bydła, 1 rzemieślnik i 4 chałupników. We wsi był folwark sołtysi Rędziny na 2 dużych łanach. Kolejny rejestr poborowy z roku 1629 podaje, że wieś należy nadal do królewskiego starostwa w Żarnowcu, a we wsi było: 61 łanów kmiecych, 2 komorników bez bydła, 4 rzemieślników i 5 chałupników. Ten stan rzeczy utrzymał się do roku 1795. W latach 1787 – 95 wieś i folwark sołtysi należał do dóbr królewskich z ośrodkiem w Rzędowicach, które dzierżawił Józef Wielowiejski – szambelan królewski. Ponadto w skład tych dóbr wchodziły: folwarki w Rędzinach i Józefowie; wioski: Rzędowice, Cisie i Cisie Pieniek. Wtedy też w Przybysławicach (wsi) było 49 dymów (15 gospodarstw kmiecych na półłankach oraz 29 chałup zagrodników i chałupników, a także kuźnia. W folwarku sołtysim były 3 dymy (w tym dom zarządcy, budynek folwarczny oraz karczma zamieszkała przez 3 Żydów). Wieś zamieszkiwało w tym czasie 290-299 osób. W roku 1827 wieś liczyła 55 dymów i 367 mieszkańców. W roku 1885 folwark Rędziny obejmował 187 mórg i posiadał 2 murowane budynki i 2 drewniane. Wieś Przybysławice posiadała 65 gospodarstw na 1005 morgach.
Od początku istnienia wieś należała do parafii pw. św. Wojciecha Biskupa Męczennika w Książu Wielkim. W latach 1965–1982 wybudowano w Przybysławicach kościół pw. Matki Boskiej Nieustającej Pomocy.
W latach 1975–1998 miejscowość należała administracyjnie do województwa kieleckiego. Integralne części miejscowości: Chrapy, Góry, Miechówka, Piaski, Podlesie, Rzędówka, Srogowie, Zarzecze.